# Friedrich Wilhelm Ehrenfried Rost
Friedrich Wilhelm Ehrenfried Rost (Bautzen, 11 aprile 1768 – Lipsia, 12 febbraio 1835) è stato un teologo e filologo classico tedesco.

## Biografia
Studiò teologia e filologia all'Università di Lipsia, ricevendo il suo dottorato nel 1792. Nel 1794 servì come ministro dei vespri nella chiesa universitaria, per poi trasferirsi a Plauen come rettore del liceo. Nel 1796 tornò a Lipsia come direttore della Thomasschule zu Leipzig, dove dal 1800 al 1835 ricoprì la carica di rettore.
Dal 1804 al 1809 fu docente di filosofia presso l'Università di Lipsia, dove in seguito fu professore associato fino alla sua morte nel 1835. Fu membro della Lateinische Gesellschaft zu Jena e della Historisch-Theologische Gesellschaft zu Leipzig.

## Opere principali
- Analecta critica, 5 parti., Leipzig 1802–1807.
- Rostiorum Latina Carmina, cum appendice quorundam Irmischii Poematum, Leipzig 1812. epigramma di suo padre, Christoph Jeremias Rost (1718–1790).
- Die Feyer des 600jährigen Bestehens der Thomasschule zu Leipzig, Leipzig 1822.
- Neun Lustspiele des M. Accius Plautus. Epidikus, Pseudolus, Mostallaria, Der Kaufmann, Der Perser, Amphitruo, Curculio, Truculentus und Pönulus, Leipzig 1836.
- Opuscula Plautina, Leipzig 1836 (raccolto e pubblicato in due volumi da Karl Heinrich Adelbert Lipsius).[2]